# Puntate di Meccanici allo sbando
Questa pagina contiene la lista delle puntate del programma televisivo Meccanici allo sbando. Lo show è presentato da Scot McMillan, Thomas Weeks,Tom Smith e Jordan Butler.

## Prima stagione
| nº | Titolo originale                 | Titolo italiano     | Prima TV USA     | Prima TV Italia |
| -- | -------------------------------- | ------------------- | ---------------- | --------------- |
| 1  | Fired Up About A Chevelle Part 1 | La Chevelle del ’67 | 13 ottobre 2014  | 13 marzo 2015   |
| 2  | Fired Up About A Chevelle Part 2 | La Chevelle del ’67 | 20 ottobre 2014  | 13 marzo 2015   |
| 3  | Jazzed About A '57 Gasser Part 1 | Chevy               | 27 ottobre 2014  | 20 marzo 2015   |
| 4  | Jazzed About A '57 Gasser Part 2 | Chevy               | 3 novembre 2014  | 27 marzo 2015   |
| 5  | Furious ’65 Fastback Part 1      | Fastback            | 10 novembre 2014 | 3 aprile 2015   |
| 6  | Furious ’65 Fastback Part 2      | Fastback            | 17 novembre 2014 | 10 aprile 2015  |
| 7  | One, Nasty Nova Part 1           | Chevrolet Nova      | 24 novembre 2014 | 17 aprile 2015  |
| 8  | One, Nasty Nova Part 2           | Chevrolet Nova      | 1º dicembre 2014 | 24 aprile 2015  |

## Seconda stagione
| nº | Titolo originale                               | Titolo italiano        | Prima TV USA   | Prima TV Italia |
| -- | ---------------------------------------------- | ---------------------- | -------------- | --------------- |
| 1  | Flipped for a '69 Chevy Shortbed, Part I       | La Chevy del ’69       | 23 marzo 2015  | 12 giugno 2015  |
| 2  | Flipped for a '69 Chevy Shortbed, Part II      | La Chevy del ’69       | 30 marzo 2015  | 19 giugno 2015  |
| 3  | A Rusty, Crusty '67 Camaro, Part I             | La Camaro del ’67      | 6 aprile 2015  | 26 giugno 2015  |
| 4  | A Rusty, Crusty '67 Camaro, Part II            | La Camaro del ’67      | 13 aprile 2015 | 3 luglio 2015   |
| 5  | A '31 Ford Hot Rod and '71 Holy Grail Cuda     | La Ford del ’31        | 20 aprile 2015 | 10 luglio 2015  |
| 6  | The '71 Holy Grail Cuda/Goodbye Little Richard | La Cuda del ’71        | 27 aprile 2015 | 17 luglio 2015  |
| 7  | The Race to Finish the '71 Holy Grail Cuda     | Appesi a un filo       | 4 maggio 2015  | 24 luglio 2015  |
| 8  | Revving up the '31 Ford Hotrod                 | Progetto quasi fallito | 11 maggio 2015 | 31 luglio 2015  |

## Terza stagione
| nº | Titolo originale                         | Titolo italiano  | Prima TV USA   | Prima TV Italia |
| -- | ---------------------------------------- | ---------------- | -------------- | --------------- |
| 1  | Launching a '69 Satellite, Part 1        | La Plymouth      | 7 marzo 2016   |                 |
| 2  | Launching a '69 Satellite, Part 2        | La Plymouth      | 14 marzo 2016  |                 |
| 3  | Crushed GTO and Chopped '41 Ford         | La Ford          | 28 marzo 2016  |                 |
| 4  | Crushed GTO and Chopped '41 Ford, Part 2 | La Ford          | 21 marzo 2016  |                 |
| 5  | 57' Corvette                             | Corvette del ’57 | 4 aprile 2016  |                 |
| 6  | 57' Corvette, Part 2                     | Corvette del ’57 | 11 aprile 2016 |                 |
| 7  | Sue's Custom '56 Ford                    | Ford del ’56     | 18 aprile 2016 |                 |
| 8  | Sue's Custom '56 Ford, Part 2            | Ford del ’56     | 25 aprile 2016 |                 |

## Quarta stagione
| nº | Titolo originale               | Titolo italiano            | Prima TV USA   | Prima TV Italia |
| -- | ------------------------------ | -------------------------- | -------------- | --------------- |
| 1  | Guardian of the Galaxie        | I Guardiani della Galassia | 11 luglio 2016 | 3 maggio 2018   |
| 2  | Galaxie Quest: Barrett Jackson | La ricerca                 | 18 luglio 2016 | 3 maggio 2018   |
| 3  | Wrestling with Disaster        | L’Econoline                | 25 luglio 2016 | 10 maggio 2018  |
| 4  | Truckin' It with Trejo         | Danny Trejo                | 1º agosto 2016 | 17 maggio 2018  |
| 5  | The Original Rum Runner        | La leggenda della NASCAR   | 8 agosto 2016  | 24 maggio 2018  |
| 6  | Booze in the Hood              | Misure drastiche           | 15 agosto 2016 | 31 maggio 2018  |
| 7  | Klump in the Road              |                            | 22 agosto 2016 |                 |
| 8  | What Klump?                    |                            | 27 agosto 2016 |                 |